# Unterseeboot 241
Le Unterseeboot 241 (ou U-241) est un sous-marin allemand (U-Boot) de type VII.C utilisé par la Kriegsmarine (marine de guerre allemande) pendant la Seconde Guerre mondiale

## Historique
Mis en service le 24 juillet 1943, l'Unterseeboot 241 passe sa période d'entraînement initial à Kiel dans la 5. Unterseebootsflottille jusqu'au 31 mars 1944, puis l'U-241 rejoint son unité de combat dans la  3. Unterseebootsflottille à la base sous-marine de La Rochelle (La Pallice), qu'il n'atteint jamais.
Il réalise sa première patrouille, quittant le port de Bergen le 13 mai 1944 sous les ordres de l'Oberleutnant zur See Arno Werr. Après dix jours de mer, l'U-241 est coulé le 18 mai 1944 au nord-est des îles Féroé à la position géographique de 63° 36′ N, 1° 42′ E par des charges de profondeur lancées d'un hydravion PBY Catalina (du Squadron 210/S). 
Les cinquante-et-un membres d'équipage meurent dans cette attaque.

## Affectations successives
- 5. Unterseebootsflottille à Kiel du 24 juillet 1943 au 31 mars 1944 (entrainement)
- 3. Unterseebootsflottille à La Pallice du 1er avril au 18 mai 1944 (service actif)

## Commandement
- Oberleutnant zur See Arno Werr du 24 juillet 1943 au 18 mai 1944

## Patrouilles
|       | Commandant      | Départ        | Départ       | Arrivée        | Arrivée      | Jours    | Succès |
| ----- | --------------- | ------------- | ------------ | -------------- | ------------ | -------- | ------ |
|       | Oblt. Arno Werr | 23 avril 1944 | Kiel         | 284 avril 1944 | Kristiansand | 2 jours  |        |
|       | Oblt. Arno Werr | 30 avril 1944 | Kristiansand | 4 mai 1944     | Bergen       | 5 jours  |        |
| 1     | Oblt. Arno Werr | 13 mai 1944   | Bergen       | 18 mai 1944    | Coulé        | 6 jours  |        |
| Total | Total           | Total         | Total        | Total          | Total        | 13 jours | 0 t    |

Note : Oblt. = Oberleutnant zur See

## Navires coulés
L'Unterseeboot 241 n'a ni coulé, ni endommagé de navire ennemi au cours de l'unique patrouille (cinq jours en mer) qu'il effectua.

### Référence
1. ↑  http://uboat.net/boats/u241/html

### Source
- (en) Cet article est partiellement ou en totalité issu de l’article de Wikipédia en anglais intitulé « German submarine U-241 » (voir la liste des auteurs).